# Kemuning (Ngargoyoso)
Kemuning is een bestuurslaag in het regentschap Karanganyar van de provincie Midden-Java, Indonesië. Kemuning telt 5630 inwoners (volkstelling 2010).